# 小川ちひろ
小川 ちひろ（おがわ ちひろ、1974年10月29日 - ）は、日本の元AV女優。

## 略歴
1993年1月にデビュー。

## 出演作品

### アダルトビデオ
- 乳姫乱舞 （1993年1月9日、Tiffany） ※デビュー作
- 乳姫天使 （1993年2月14日、Tiffany）
- 発情姉妹 （1993年4月30日、エイトマン）…共演:横山えりか
- 新妻は乳アイドル! （1993年5月16日、Tiffany）
- 奥までゴックン （1993年6月26日、Miss Christine）
- 乳姫悶々 （1993年7月20日、Tiffany）
- 乳姫失神 （1993年9月7日、Tiffany）
- デカパイプリンセス 女子校生ちひろ （1993年、MESSIAH）
- デカパイプリンセス 2 愛人ちひろ （1993年9月16日、MESSIAH）
- ちひろちゃんにしてもらってエガッター （1993年10月29日、MESSIAH）
- デカパイプリンセス 3 女医ちひろ （1993年11月30日、MESSIAH）